# تشيستر فيكتور كليفتون جونيور
تشيستر فيكتور كليفتون جونيور (بالإنجليزية: Chester Victor Clifton, Jr.)‏ هو كاتب أمريكي، ولد في 24 سبتمبر 1913، وتوفي في 23 ديسمبر 1991.